# Muro di Ca’ del Poggio
Als Muro di Ca’ del Poggio (italienisch für „Mauer von Ca’ del Poggio“) wird ein Anstieg bei San Pietro di Feletto bezeichnet, der seit 2009 an Prominenz im Radsport gewonnen hat.

## Lage und Profil
Der Anstieg liegt in der italienischen Provinz Treviso in der Region Venetien. Sein Fuß liegt an der Provinzstraße SP 635 im Tal des kleinen Flusses Cervano auf 106 m s.l.m. Die kleine, offiziell Via dei Pascoli genannte Straße führt auf 1,1 km Länge durch die Weinberge des Prosecco vorbei am Gasthof Ca’ del Poggio, dem sie ihren Namen im Radsport verdankt. Dabei gewinnt sie 132 Meter an Höhe, was einer durchschnittlichen Steigung von 12 % entspricht. Die Steigung endet an der Einmündung in die SP 37 bei San Pietro di Feletto.

## Bedeutung im Radsport

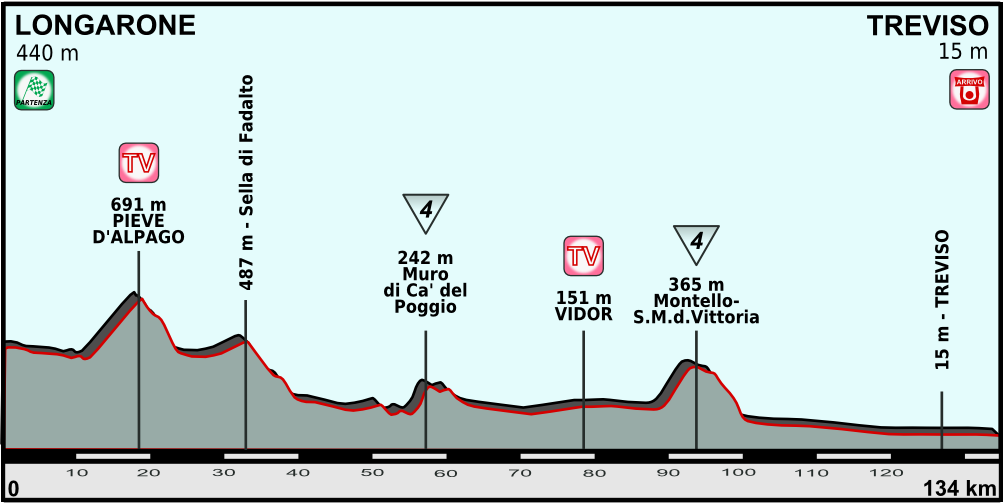
Beim Giro d’Italia 2013 war die Muro di Ca’ del Poggio erstmals im Streckenprofil vermerkt

Der Giro d’Italia passierte erstmals 2009 auf der 3. Etappe die Steigung, die damals noch nicht gesondert im Streckenverlauf markiert war. Im Jahr darauf war der Anstieg in die italienischen Straßen-Meisterschaften integriert. Aus diesem Anlass beschlossen Gemeindeverwaltung und italienischer Radsportverband, den Anstieg künftig unter seinem heutigen Namen bekannt zu machen. Die offizielle Einweihung nahm der Rennfahrer Paolo Bettini vor.
Der Giro passierte die Steigung seitdem sieben weitere Male (2013, 2014, 2017, 2020, 2022, 2024 und 2025), wobei sie 2020 im Zentrum des Einzelzeitfahrens auf der 14. Etappe stand. Die Frauen-Version des Giro, der Giro d’Italia Donne, war zweimal zu Gast (2012 und 2015). Die ersten zwei Ausgaben des neu geschaffenen Rennens Veneto Classic führten dort hinauf, und auch bei den Gravel-Weltmeisterschaften 2023 stand die Steigung im Programm.

## Städtefreundschaft

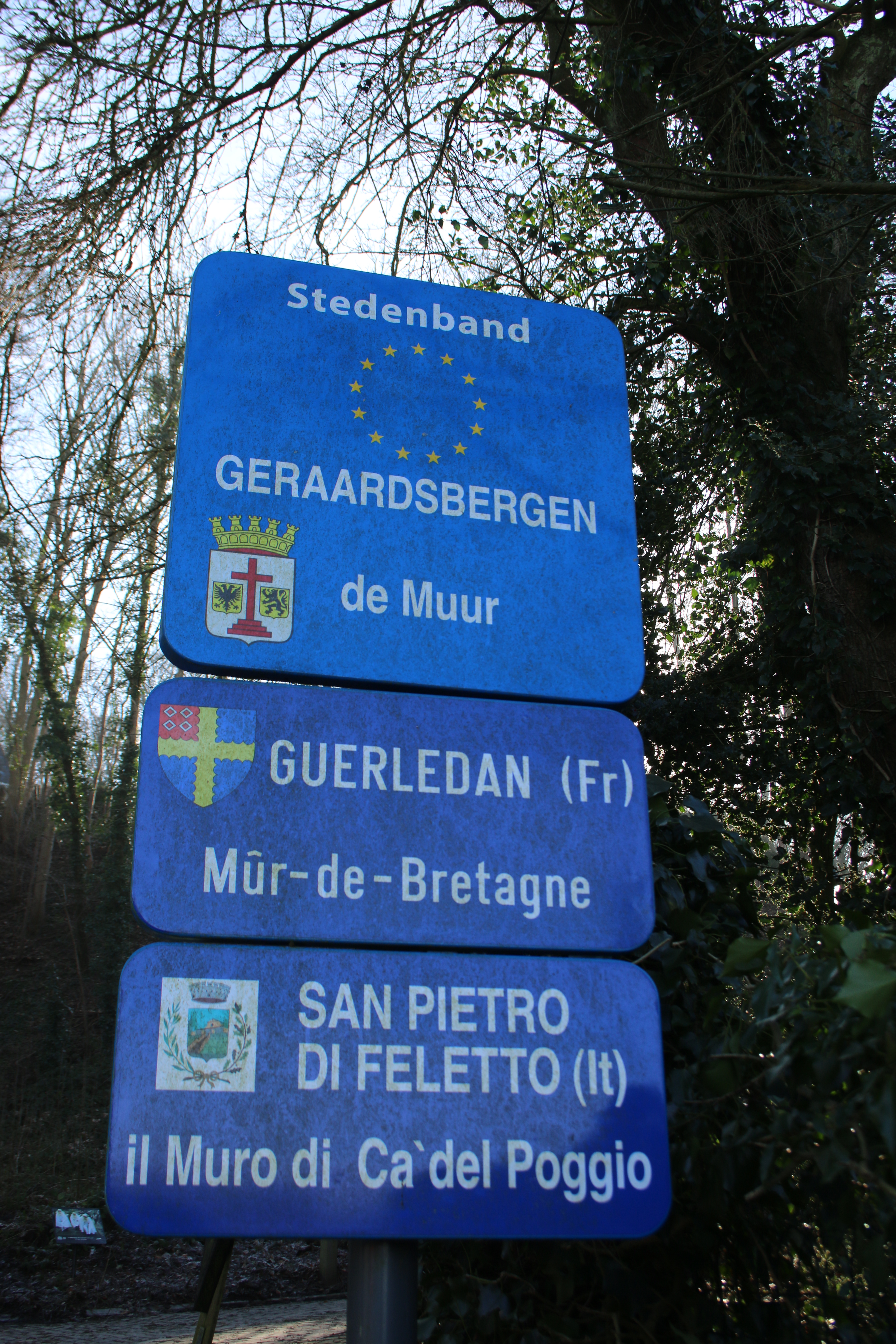
Partnerschafts-Schild am Fuße der Mauer von Geraardsbergen.

2015 unterzeichneten die Bürgermeister von San Pietro di Feletto und der belgischen Stadt Geraardsbergen eine Vereinbarung zur „Verschwisterung“ ihrer „Mauern“. 2018 wurde auch die französische Gemeinde Guerlédan in die Vereinbarung einbezogen. Die Mauer von Geraardsbergen ist einer der bekanntesten Anstiege des Radsports, insbesondere durch ihre jahrzehntelange Einbeziehung in die Flandern-Rundfahrt. Hauptort der Gemeinde Guerlédan ist Mûr-de-Bretagne, eine Hochburg des bretonischen Radsports und Ausgangspunkt einer Steigung, die seit 1938 immer wieder Teil der Tour de France ist. Am Fuß der drei Steigungen weisen Schilder auf die Partnerschaft hin.

## Kurzfilm
Ein Kurzfilm des Regisseurs Nazareno Balani namens Non so come, ma è successo über die Muro di Ca’ del Poggio zeigt die Steigung und ihre Umgebung im Wechsel der Jahreszeiten und geht neben dem Radsport auch auf wirtschaftliche, religiöse und kulturelle Aspekte ein. Der Film wurde am Rande der Internationalen Filmfestspiele von Venedig 2019 in der Sparte regionaler Filme mit einem „Gläsernen Löwen“ ausgezeichnet.